# Perfluoroktan
Perfluoroktan (systematicky oktadekafluoroktan) je organická sloučenina se vzorcem C8F18, perfluorovaný analog oktanu. Za standardních podmínek jde o bezbarvou kapalinu. Lze jej použít jako náhradu izolačních olejů ve vysokonapěťové elektronice. Kromě přenosu tepla se také využívá jako dýchatelná kapalina.

## Výroba
Perfluoroktan lze vyrobit Fowlerovým procesem nebo elektrochemickou fluorací.

### Fowlerův proces
Fowlerův proces spočívá v řízené reakci elementárního fluoru s plynným oktanem za přítomnosti fluoridu kobaltnatého.

### Elektrochemická fluorace
Při elektrochemické fluoraci vzniká elektrolýzou kyseliny nonanové v kyselině fluorovodíkové směs kyseliny perfluornonanové a perfluoroktanu.

## Použití
Perfluoroktan je nereaktivní, ale jeho fyzikální vlastnosti jej činí využívaným v několika oblastech:
- přenos tepla[4]
- jako dielektrická kapalina
- v oční chirurgii[5]